# Epimer
În stereochimie, epimerii sunt stereoizomerii unor compuși chimici care diferă în configurație doar la un singur centru stereogen. Toți ceilalți stereocentrii din moleculă, dacă există, au aceeași configurație pentru cei doi epimeri.

## Exemple
Doxorubicina și epirubicina sunt doi epimeri, cu proprietăți diferite, care sunt utilizați ca și medicamente. 
|                                              |
| Comparație între doxorubicină și epirubicină |

## Proprietăți
Epimerizarea este procesul chimic prin care un epimer este converetit la celălalt diastereoizomer. Procesul poate fi spontan (în general, foarte lent) sau catalizat de enzime, precum sunt epimerizările ce se produc la N-acetilglucozamină și N-acetilmanozamină, care sunt catalizate de proteina de legare a reninei. De asemenea, există și epimeraze.